# 万煜
万煜（1937年—1988年），男，籍贯不详，中国植物分类学家，曾任广西药科学校教师。植物学作者缩写为Y.Wan。